# نجات غریق (فیلم ۲۰۱۳)
نجات غریق (به انگلیسی: The Lifeguard) فیلمی آمریکایی در سبک درام محصول ۲۰۱۳ به کارگردانی و نویسندگی لیز دابیلو است. گارسیا است که کریستن بل و دیوید لمبرت در آن ایفای نقش می‌کنند.

## بازیگران
- کریستن بل در نقش لی لندن
- دیوید لمبرت در نقش جیسون کوچک
- میمی گامر در نقش مِل
- مارتین استار در نقش تاد
- الکس شافر در نقش مت
- جاشوا هارتو در نقش جان
- ایمی مدیگان در نقش جاستین لندن
- جان فین در نقش جیسون بزرگ
- پائولی لیت در نقش لومپی
- سندهیل رامامورثی در نقش راج
- آدام لفور در نقش هانس
- مایک لندری در نقش افسر میلر
- لیسا ان گلد اسمیت در نقش مادر مت
- تری میدلتون در نقش خاله ی مت